# Nanoalimentos
Los nanoalimentos son alimentos tratados mediante métodos propios a la nanotecnología. Más específicamente, un alimento es un nanoalimento cuando para su fabricación se utilizan herramientas o procesos nanotecnológicos o bien incluyen nanopartículas, todo esto en cualquiera de las etapas de su desarrollo, ya sea el cultivo, la producción o bien el empaquetado.
La denominada nanotecnología está tomado gran importancia en diferentes técnicas y procedimientos de la industria agroalimentaria. Esta fórmula permite manipular los lineamientos moleculares y átomos de la materia a niveles nanométricos (del orden de un millón de veces más pequeños que un milímetro).

## Beneficios
Expertos aseguran que esta tecnología proporciona una serie de ventajas a la agroindustria al ser aplicada en los procesos de sanitización de las instalaciones y protección de los equipos para obtener beneficios tales como ahorros de tiempo, energía, mano de obra y agua en los procesos de lavado y limpieza, facilitando la salida del agua y previniendo la formación de incrustaciones salinas y calcáreas.[cita requerida]

## Utilización en el agua
Uno de los campos de la nanotecnología donde más se ha investigado es en el de usar micropartículas de sustancias como el dióxido de titanio como agentes limpiadores del agua. Los nano-carroñeros (o nano-scavengers en inglés), que es como se denomina a estos agentes químicos, son capaces de destruir bacterias o de adherirse a contaminantes para retirarlos del agua gracias al magnetismo.
Durante mucho tiempo se ha tratado de separar estos agentes mediante magnetismo, añadiendo óxido de hierro a las nanopartículas. El problema es que este método no eliminaba los suficientes nano-carroñeros, dejando el agua no apta para el consumo humano. Ahora, científicos de la Universidad de Stanford han desarrollado un método que sustituye el óxido de hierro por un material sintético. Este material integra dos capas de distinta polaridad que se alinean al aplicarles un campo magnético. Las nanopartículas parcialmente metálicas se adhieren específicamente a las partículas contaminantes y luego pueden ser retiradas usando un imán.
En la práctica, el método permite eliminar el cien por cien de las nanopartículas. Los investigadores de Stanford han logrado con este sistema limpiar el agua de bacterias E. coli. El siguiente paso es crear nano-carroñeros capaces de lidiar con diferentes contaminantes.

## Utilización en preservación de alimentos
El oxígeno atmosférico es capaz de degradar los alimentos, de ahí que muchos de los productos de consumo diario estén envasados al vacío. Un grupo de científicos de la Universidad de Purdue parece haber encontrado un sistema para proteger los alimentos y mantener de este modo sus beneficios. Modificando el fitoglicogeno, una nanopartícula que compone casi el 30 por ciento de la masa seca del maíz dulce, Yuan Yao, profesor adjunto de Ciencias de los Alimentos de la Universidad de Purdue, ha conseguido limitar la degradación de los alimentos.
La modificación de la nanopartícula unida a los aceites de los alimentos ha comprobado que actúa como una barrera frente a la degradación de la comida. A nivel químico, el profesor Yao consiguió modificar la superficie de la nanopartícula haciéndola más densa y delgada que los emulsionantes normales, lo que crea una mejor defensa frente a los agentes que causan la oxidación de los lípidos (oxígeno, radicales libres e iones de metal).

### Gammaoryzanol (GO) en los alimentos
En condiciones naturales, los tejidos animales y vegetales contienen sus propios elementos antioxidantes. Pero una vez que los seres vivos que constituyen los alimentos han sido cosechados o sacrificados, estos sistemas naturales se descomponen y la oxidación se lleva a cabo. La oxidación es un proceso destructivo, causando una pérdida de valor nutricional y cambios en la composición química.
A partir de los años 2010 se han utilizado compuestos antioxidantes naturales en lugar de los antioxidantes sintéticos, como por ejemplo en la industria del salvado. El Arroz ha sido reconocido como una rica fuente de varios fitoquímicos como orizanoles, tocoferoles y vitamina E, que ofrecen propiedades beneficiosas para la salud como antioxidante Gammaoryzanol (GO) siendo esta una mezcla natural de esteroles y ácido ferúlico que se encuentran en el arroz de salvado. La aplicación de nanopartículas para la fortificación de alimentos no afectaría su calidad.
El potente antioxidante ayuda a estabilizar aceites y grasas vegetales a temperatura elevada, mejora la estabilidad de almacenamiento de los alimentos. Otras propiedades beneficiosas para la salud de los antioxidantes son la mejora en la composición de lípidos en plasma. Sin embargo, la incorporación de antioxidante lipófilo como GO (Gammaoryzanol) para alimentos líquidos y bebidas es limitado debido a su baja solubilidad en agua y los cambios en la claridad de los productos.

## Los nanoalimentos en el mundo
La investigación reciente ha comenzado a abordar las aplicaciones potenciales de la nanotecnología para alimentos funcionales y nutracéuticos mediante la aplicación de los nuevos conceptos y enfoques de ingeniería implicados en nanomateriales para dirigir la entrega de compuestos bioactivos y micronutrientes.
Se estima que en los supermercados circulan alrededor de quinientos productos que contienen nanopartículas con nanoingredientes.
Los nanomateriales permiten una mejor encapsulación y la liberación de la eficiencia de los ingredientes activos de los alimentos en comparación con los agentes de encapsulación tradicionales, y el desarrollo de nano-emulsiones, liposomas, micelas, complejos biopolímeros y cubosomas han conducido a mejores propiedades para la protección de compuestos bioactivos, sistemas de cesión controlada, matriz alimentaria integración, y enmascarar sabores no deseados.
La nanotecnología también tiene el potencial de mejorar los procesos de alimentos que utilizan enzimas para conferir beneficios nutricionales y de salud. Por ejemplo, las enzimas a menudo se añaden a los alimentos para hidrolizar componentes anti-nutritivas y por lo tanto aumentar la biodisponibilidad de los nutrientes esenciales, tales como minerales y vitaminas. Para hacer estas enzimas altamente activa, longlived y rentable, los nanomateriales se pueden usar para proporcionar sistemas de enzima de apoyo superiores debido a sus grandes relaciones superficie-volumen en comparación con los materiales tradicionales de apoyo macroescala.